# نادي ماتشيدا زيلفيا
نادي ماتشيدا زيلفيا لكرة القدم (フットボールクラブ町田ゼルビア 'Futtobōru Kurabu Machida Zerubia') المعروف باسم ماتشيدا زيلفيا (町田ゼルビア 'Efu Shi Machida Zerubia') هو نادي كرة قدم ياباني محترف يقع مقره في ماتشيدا، طوكيو. يلعب حاليًا في الدوري الياباني، بعد صعوده كبطل دوري الدرجة الثانية الياباني في عام 2023.

## التاريخ
يُعرف نادي إف سي ماتشيدا باسم "برازيل طوكيو" بسبب شعبية كرة القدم في المدينة، أنتج عدد من لاعبي الدوري الياباني من خلال مدرسة كرة القدم، التي تأسست في الأصل عام 1977، واشتهر بتطوير المواهب الشابة ليصبحوا لاعبين محترفين. ومن أجل الاحتفاظ بالمواهب أسس في عام 1989 الفريق الأول الخاص به، والذي كان يلعب آنذاك في دوري محافظة طوكيو.
في عام 2003 أصبح ناديًا متعدد الرياضات تحت اسم نادي ماتشيدا الرياضي، وفي عام 2005 صعد إلى دوري كانتو، بعد فوزهم بدوري محافظة طوكيو (القسم الأول) واحتل المركز الأول في دوري كانتو (القسم الثاني) في العام التالي وصعد إلى القسم الأول، حيث بقي حتى صعد إلى الدوري الياباني كأبطال سلسلة التصفيات الإقليمية للصعود في عام 2008.
تبنى الفريق في عام 2009 لقب "زيلفيا"، وهو كلمة مركبة من الكلمتين البرتغاليتين زلكوفا (الشجرة الرسمية لمدينة ماتشيدا) و سالفيا (الزهرة الرسمية لمدينة ماتشيدا). في نفس العام، أعلن النادي عن نيته الصعود إلى دوري الدرجة الثانية الياباني، وتمت الموافقة رسميًا على وضعه كعضو شبه رسمي من قبل الدوري الياباني. كانت سعة الملعب وظروفه لا تزال قاصرة عن تلبية معايير الدوري الياباني، لذلك أكمل النادي عملية تجديد بين نهاية موسم 2010 وبداية موسم 2011. وأنهى موسم 2011 في المركز الثالث بعد فوزه على كاماتاماري سانوكا في المباراة النهائية لذلك الموسم، مما ضمن له الصعود إلى الدوري الياباني (القسم الثاني)، لكنه هبط بعد ان حل في المركز الأخير.

### الظهور الأول في الدوري الياباني (2023–حتى الآن)
في 22 أكتوبر 2023 وبعد سبع سنوات في دوري الدرجة الثانية الياباني، حقق ماتشيدا أخيرًا الصعود إلى دوري الدرجة الأولى الياباني للمرة الأولى في تاريخ النادي تحت قيادة المدرب غو كورودا الذي قاد زيلفيا للفوز بلقب دوري الدرجة الثانية الياباني 2023 برصيد 87 نقطة.
بدأ زيلفيا موسمه الأول في الدوري الياباني 2024 في 24 فبراير 2024 ضد غامبا أوساكا بالتعادل 1-1. وانطلق انطلاقة رائعة في أولى المباريات متصدرًا جدول ترتيب الدوري الياباني الأول بثلاثة انتصارات وتعادل واحد وبدون هزائم برصيد 10 نقاط. ثم أنهى زيلفيا موسمه الأول في المركز الثالث حيث تأهل أيضًا لـ دوري أبطال آسيا للنخبة 2025–26.

## التشكيلة الحالية
.

ملاحظة: تشير الأعلام إلى المنتخب بحسب قواعد الأهلية المعتمدة من قبل الفيفا؛ تنطبق بعض الاستثناءات المحدودة. وقد يحمل اللاعبون أكثر من جنسية لا تعترف بها الفيفا.
| الرقم | البلد          | المركز | اللاعب                |
| ----- | -------------- | ------ | --------------------- |
| 1     | اليابان        | حارس   | كوسيإي تاني           |
| 3     | اليابان        | مدافع  | غن شوجي (قائد)        |
| 4     | اليابان        | مدافع  | ريوهو كيكوتشي         |
| 5     | كوسوفو         | مدافع  | إبراهيم دريشيفيتش     |
| 6     | اليابان        | مدافع  | هنري هيروكي موتشيزوكي |
| 7     | اليابان        | مهاجم  | يوكي سوما             |
| 8     | اليابان        | وسط    | كييا سانتو            |
| 9     | اليابان        | مهاجم  | شوتا فوغيو            |
| 10    | كوريا الجنوبية | مهاجم  | نا سانغ هو            |
| 13    | اليابان        | حارس   | تاتسويا موريتا        |
| 15    | أستراليا       | مهاجم  | ميتشيل ديوك           |
| 16    | اليابان        | وسط    | هيرويوكي مي           |
| 17    | ميانمار        | حارس   | كونغ زان مارا         |
| 18    | اليابان        | وسط    | هوكوتو شيمودا         |
| 19    | اليابان        | مدافع  | يوتا ناكاياما         |
| 20    | اليابان        | مهاجم  | تاكوما نيشيمورا       |

| الرقم | البلد          | المركز | اللاعب             |
| ----- | -------------- | ------ | ------------------ |
| 22    | اليابان        | مهاجم  | تاكايا نوماتا      |
| 23    | اليابان        | وسط    | ريوهيإي شيراساكي   |
| 26    | اليابان        | مدافع  | كوتارو هاياشي      |
| 28    | كوريا الجنوبية | وسط    | تشا جي هون         |
| 30    | اليابان        | مهاجم  | يوكي ناكاجيما      |
| 39    | تشيلي          | وسط    | بايرون فاسكيز      |
| 44    | اليابان        | حارس   | يوشياكي أراي       |
| 46    | اليابان        | وسط    | كين هيغوتشي        |
| 49    | اليابان        | مهاجم  | كانجي كوايياما     |
| 50    | اليابان        | مدافع  | دايهاتسو أوكامورا  |
| 60    | اليابان        | وسط    | تشوي هيرومو ماياكا |
| 77    | اليابان        | مدافع  | تاكومي ناراساكا    |
| 88    | اليابان        | مدافع  | هوتاكا ناكامورا    |
| 90    | كوريا الجنوبية | مهاجم  | أوه سي هون         |
| 99    | اليابان        | وسط    | دايجو تاكاهاشي     |

## وصلات خارجية
- موقع النادي
- جدول مباريات فريق غامبا أوساكا